# Chiesa di Sant'Aniano dei Ciabattini
La chiesa di Sant'Aniano dei Ciabattini, anche nota come Sant'Aniano de' Pianellari e, popolarmente, come Sant'Anigro, era una chiesa di Roma che si trovava nell'antica strada delle Carrozze (l'odierna via Luigi Petroselli), nel rione Ripa. Era dedicata a sant'Aniano di Orléans. L'epiteto "dei Ciabattini" si riferiva alla corporazione che manteneva la chiesa.

## Storia
In origine questa chiesa era dedicata alla Vergine Maria con il nome di "Santa Maria de Gradellis", ma al di là di questo si sa poco della storia di questa chiesa. La presenza di uno stemma del papa Sisto IV (1471-1484) sopra il portale indicava che era stata restaurata durante il suo pontificato. Nel 1612, la chiesa fu assegnata alla Compagnia degli Scarpinelli (o Compagnia dei Lavoratori e Garzoni de' Calzolari), la corporazione dei giovani aiutanti dei calzolai. In seguito, anche i ciabattini (fabbricanti di scarpe), furono inclusi e diedero l'epiteto alla chiesa. Due anni dopo, nel 1614, i membri restaurarono nuovamente la chiesa e la consacrarono al patrono della gilda, sant'Aniano di Orléans.
Nel 1805, la compagnia si trasferì e la chiesa fu assegnata alla Congregazione di Santa Maria del Pianto, una confraternita pia che si occupava di aiutare le fanciulle povere e che era stata fondata nel diciottesimo secolo nella chiesa di Santa Maria del Pianto. La congregazione la restaurò nuovamente due anni dopo, ma, già nel 1819, si trasferì di nuovo nella vicina chiesa di San Giorgio in Velabro, più adatta alle sue esigenze. A quanto pare la chiesa cadde in disuso, ma fu restaurata di nuovo poco prima del 1839. In una lista delle chiese di Roma pubblicata nel "Handbook to Christian and Ecclesiastical Rome" (A&C Black 1897), si afferma che era tornata nelle mani della confraternita.
Dopo la presa di Roma (1870), questa chiesa fu confiscata dallo stato italiano e la confraternita fu obbligata ad abbandonarla. L'edificio fu sconsacrato e abbandonato. Nel 1936, la chiesa e gli edifici adiacenti furono demoliti per permettere la costruzione dell'ufficio tecnico del governatorato di Roma, un'opera edilizia legata al programma del governo fascista di aprire la nuova via del Mare (l'odierna via del Teatro di Marcello), legando Roma al Lido di Ostia. A sant'Aniano non verrà dedicata nessun'altra chiesa di Roma.

## Descrizione

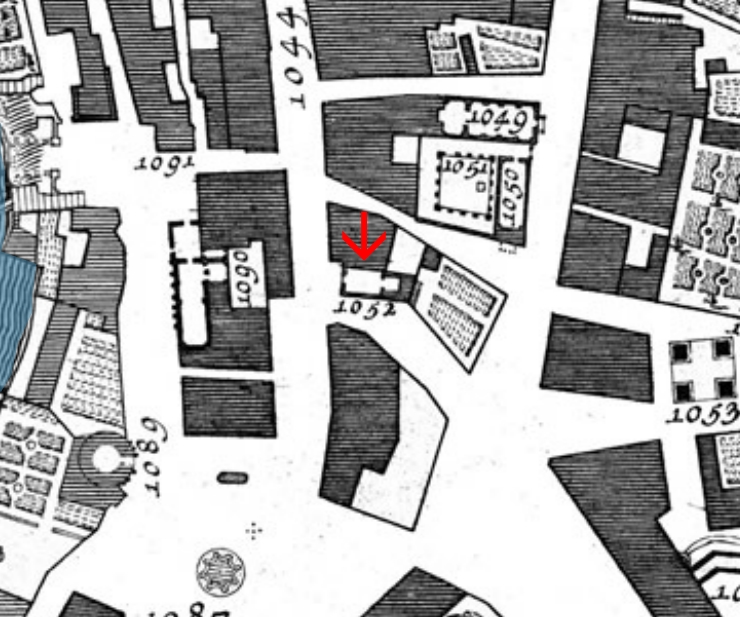
La chiesa nella mappa di Giovanni Battista Nolli del 1748.

La chiesa si trovava nel lato est della strada delle Carrozze, a est della chiesa di Santa Maria Egiziaca (attualmente sconsacrata e ritornata ad essere il tempio di Portuno). Tracciando una linea retta verso est attraversando l'odierna via Luigi Petroselli, partendo dalla seconda colonna del tempio di Portuno, si arriva a quello che sembra essere un altare pagano antico in un'area verde piccola e con degli alberi sul lato nord del Foro Boario. Lì si trovava l'entrata della chiesa, che era minuscola.
L'interno era rettangolare con un'abside esterna della stessa forma. Le fonti antiche menzionano un paio di colonne antiche che decoravano la facciata, ma queste erano già state rimosse quando la chiesa venne demolita. In quel periodo, la facciata era decorata da un paio di paraste doriche che sostenevano una trabeazione e un frontone triangolare. All'epoca della demolizione, la parte alta di questo frontone era già crollata e il resto della chiesa era in un pessimo stato di conservazione. Il portale aveva un battente marmorea senza altre decorazioni, sopra il quale c'era una grande finestra curva all'interno di una cornice. All'interno c'era una navata semplice e tre campate.